# Filippo Biganzoli
Filippo Biganzoli (Milano, 1823 – 25 agosto 1894) è stato uno scultore italiano, consigliere dell'Accademia di belle arti di Brera dal 1883.

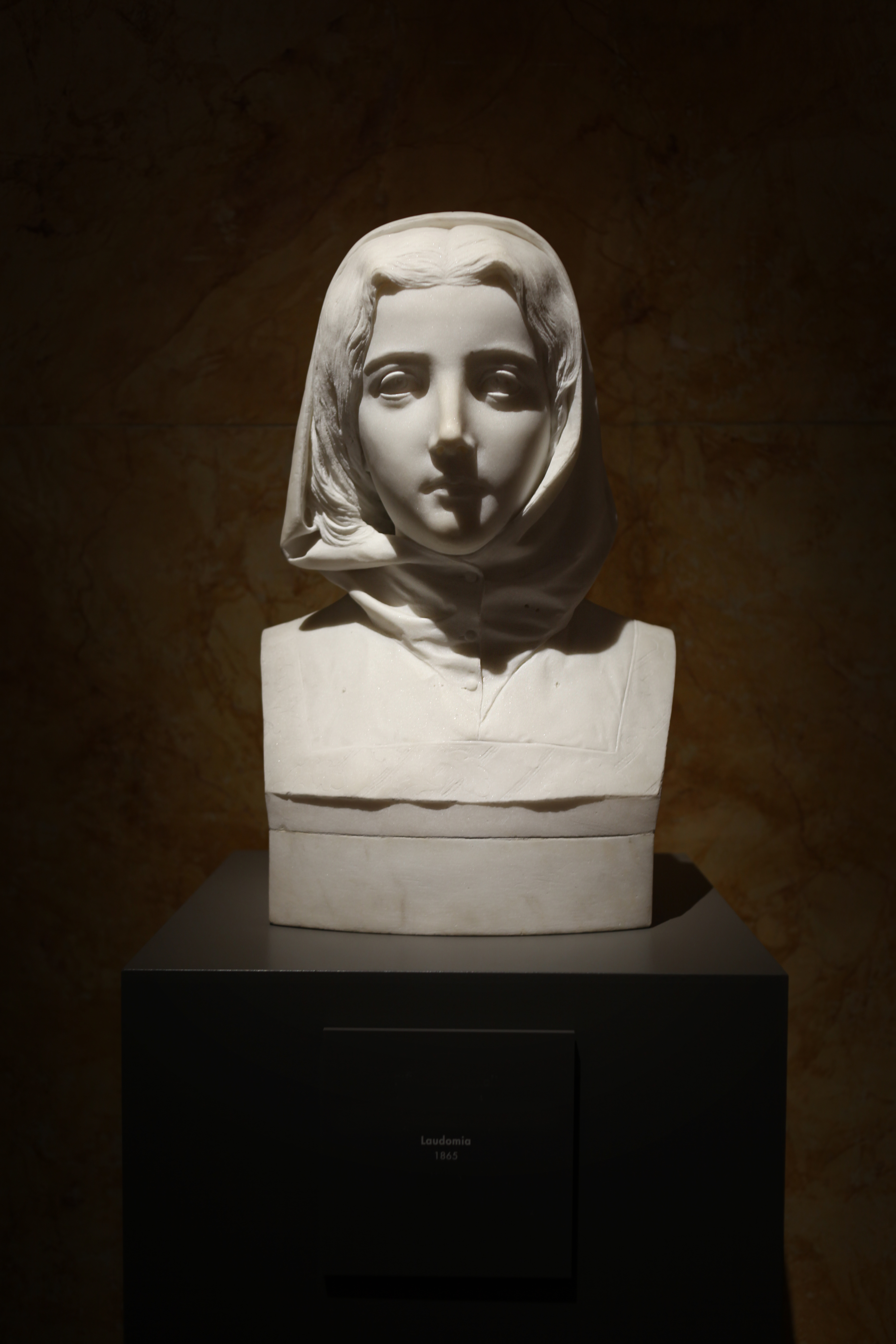
Laudomia (1865) al GAM di Milano

Milanese, si mise in luce all'Esposizione nazionale di Belle Arti di Napoli del 1877 con una statuetta in marmo raffigurante Manzoni e con un'altra scultura rappresentante una scimmia in una posa bizzarra intitolata Chi è in difetto è in sospetto; espose il gruppo scultoreo Il furto dell'uva a Torino nel 1880. All'Esposizione Nazionale di Milano del 1881 presentò il gruppo Nella vigna altrui, un gesso dal titolo Ancora schiavi! (episodio della guerra del 1849) e la statuetta Humboldt.
Considerato ai suoi tempi un bravo ritrattista, scolpì un busto di re Vittorio Emanuele II esposto a Milano, un ritratto del naturalista e direttore del Museo civico di storia naturale di Milano Giorgio Jan (post 1867), ancora oggi visibile presso quel museo. Molto apprezzate furono la statua del Marchese Vitaliano Crivelli e il Bambino Salazar, entrambi al Cimitero Monumentale di Milano. Alla Galleria d'Arte Moderna di Milano è esposto il busto Laudomia (1865).
Fu anche creatore di decorazioni per la Casa Florio di via Carlo Alberto a Milano, oggi via Mazzini, e di altri palazzi milanesi.
Il Biganzoli fu amico e compagno dello scultore ticinese Vincenzo Vela (1820-1891) che aveva seguito a Torino e di cui condivise lo stile scultoreo.